# Protea restionifolia
Protea restionifolia là một loài thực vật có hoa trong họ Quắn hoa. Loài này được Rycroft miêu tả khoa học đầu tiên.